# The Magic of 2
The Magic of 2 ist ein Jazzalbum von Tommy Flanagan und Jaki Byard. Die zuvor unveröffentlichte Live-Aufnahme entstand am 7. Februar 1982 im Jazzclub Keystone Korner in San Francisco und erschien am 9. April 2013 bei Resonance Records. Es war (nach Pinnacle: Live and Unreleased from Keystone Korner (2011) von Freddie Hubbard) die zweite Veröffentlichung in der Reihe Resonance Keystone Discoveries.

## Hintergrund
In fünf der insgesamt elf Stücke des Mitschnitts spielen Flanagan und Byard im Duo, in „Scrapple from the Apple“, „Just One of Those Things“, „Satin Doll“, „Our Delight“ und „The Theme“. Des Weiteren enthält das Album sechs Solonummern, jeweils von einem der beiden Pianisten gespielt: Die drei Titel von Flanagan stammen von Billy Strayhorn, „Something to Live For“, „Chelsea Bridge“ und „All Day Long“; Byard interpretierte Stevie Wonders „Send One Your Love“, den von Jule Styne stammenden Standard „Sunday“ und Chuck Mangiones „Land of Make Believe.“
„Es ist eine Offenbarung, wie gut sie zusammen gespielt haben“, meinte der frühere Keystone-Besitzer und Co-Produzent Todd Barkan. „Sie hatten recht unterschiedliche Stile, aber sie haben so unglaublich viele Vokabeln und einen Referenzrahmen, dass sie ihre Sprache kohärent machen. Beide beziehen sich auf das gleiche Wissen und die gleiche Erfahrung in der Geschichte des Jazzklaviers.“ Die Musik sei „ein Geschenk der Vergangenheit, das sowohl einzigartig als auch erstaunlich ist“, sagte der Jazz-Historiker Dan Morgenstern, einer von sieben Autoren des Booklets. „Allein und vor allem zusammen zeigen uns Tommy und Jaki, worum es bei spontaner Kreation geht.“

## Editorischer Hinweis
Der Mitschnitt erschien als CD mit 24-seitigem Booklet, als Download mit digitalem Booklet sowie als 2-LP-Set. Die Liner Notes stammen von den Jazzproduzenten Todd Barkan und Zev Feldman, dem Jazzhistoriker Dan Morgenstern sowie dem Jazzkritiker Howard Mandel, den Pianisten Renee Rosnes und Bill Charlap sowie der Tochter von Jaki, Diane Byard. Hinzu kommen Fotografien aus dem Archiv des Keystone-Fotografen Tom Copi, von denen einige zum ersten Mal veröffentlicht wurden, ergänzt durch Arbeiten der Fotografen Brian McMillen und Kathy Sloane.
Das Album The Magic of 2 entstand durch eine sogenannte Klangwiederherstellung von George Klabin und des Resonance-Ingenieurs Fran Gala; als Ausgangsmaterial standen Audio-Kassetten zur Verfügung.

## Titelliste
- Tommy Flanagan, Jaki Byard: The Magic of 2 (Resonance Records – HCD-2013)[2]

1. Introduction (MC Todd Barkan) 0:47
2. Scrapple from the Apple (Charlie Parker) 7:19
3. Just One of Those Things (Cole Porter) 9:46
4. Satin Doll (Duke Ellington, Billy Strayhorn, Johnny Mercer) 5:16
5. Something to Live For (Billy Strayhorn) 4:42
6. Send One Your Love (Stevie Wonder) 4:49
7. Our Delight (Tadd Dameron) 5:43
8. All Day Long (Billy Strayhorn) 2:16
9. Sunday (Krueger, Cohn, Styne, Miller) 3:17
10. Chelsea Bridge (Billy Strayhorn) 2:22
11. The Land of Make Believe (Chuck Mangione) 3:13
12. The Theme (Miles Davis) 7:32

## Rezeption
Dan McClenaghan schrieb in All About Jazz: „Mit ihren unterschiedlichen Geschichten und Stilen könnte dies als eine unwahrscheinliche und möglicherweise schlecht passende Paarung von Talenten erscheinen. Was es zusammenhält – und was tatsächlich ein aufregendes und wahrhaft inspiriertes Set ausmacht – ist ihr tiefes Wissen über die Tradition des Jazzklaviers, von Ragtime über Stride zu Bebop und Swing, zusammen mit einem unverkennbaren Eifer und der Freude, zusammen vor einem Live-Publikum zu spielen.“ Das Duo beginnt mit Charlie Parkers „Scrapple from the Apple“; dies sei „eine siebenminütige Geschichtsstunde für Jazzklavier, die sich durch den New Yorker Swing des frühen 20. Jahrhunderts bis zum brodelnden Nachtleben von New Orleans bewege, ein fröhliches Durcheinander mit einer vertrauten Melodie“. Byard und Flanagan tragen dann Solos zu Cole Porters „Just One of That Things“ bei und „eröffnen die Melodie in einer gemessenen und melancholischen Stimmung, die sich nach drei Minuten in eine höhere, leichtere Gangstufe schaltet – hell und lebhaft, frech.“
Flanagans Interpretation von Billy Strayhorns „Something to Live For“ sei introspektiv und elegant in Flanagans Händen; eine helle Version von „All Day Long“; und schließlich „Chelsea Bridge“, hier mit einem dunklen und wehmütigen Touch Byard setze sich in eine moderneren Richtung ab und interpretiere Stevie Wonders reizendes „Send One Your Love“ und serviere hier eine rumpelnde, perkussive Version von Chuck Mangiones „The Land of Make Belive“. Das Duo schließt mit einem Miles Davis Titel, „The Theme“, dabei schössen knifflige Töne aus üppigen Kaskaden, die in einem dichten Rhythmus fließen – „zwei Klaviergiganten an der Spitze ihres Spiels, die die Zeit ihres Lebens haben.“
Ebenfalls in All About Jazz besprach C. Michael Bailey das Album: „Es ist bedeutsam, dass es ein Beispiel für das wenig zu hörende Genre von Duo-Pianokonzerten ist.“ Einige weitere seien An Evening With Herbie Hancock & Chick Corea (1998) und Patricia Barber & Kenny Werner – Live In Concert (2011). Der mehr als 30 Jahre alte Klang der Aufnahme sei absolut akzeptabel, wenn man bedenkt, dass man nicht die Absicht hatte, diesen Konzertmitschnitt kommerziell zu veröffentlichen. Die Spezialität von Flanagan und Byard sei „die großartige Lyrik, die sanft geteilt wird, es sei denn, die Sanftheit wird hier nicht benötigt. Dieses Spiel ist sowohl ein Beispiel als auch eine Hommage an die Spontanität des Jazz und das hohe Maß an Kreativität, das erforderlich ist, um sich ohne vorherige Übung niederzulassen und so zu spielen.“ The Magic of 2 sei „eine bemerkenswerte Ergänzung zu dieser neuen Serie von unveröffentlichten Live-Aufnahmen von Resonance. Es ist so schön, dass wir uns in Zukunft mehr davon wünschen müssen.“
Lloyd Sachs schrieb in JazzTimes, „Wenn Tommy Flanagan mit seinem tadellosen lyrischen Touch wie der Titel seines 1989 gefeierten Albums ein Jazz-Poet war, war er ein Jazz-Prophet mit seiner Gabe, die Zukunft des Jazz zu gestalten, indem er in seine Vergangenheit blickte. Wie auf Charlie Parkers „Scrapple from the Apple“, Tadd Damerons „Our Delight“ und Miles Davis’ „The Theme“ zu sehen ist, bildet der Bebop das Herzstück ihres Spiels.“ Während Flanagan die Form mit elegant geformten, linearen Phrasen verkörpert, verstärke Byard die Infrastruktur der Improvisationen mit seinem flotten, gospelartigen Herangehensweise.
Flanagan, der zu dieser Zeit noch als Ella Fitzgeralds langjähriger Begleiter bekannt war – absolvierte erst als Jazz-Poet seinen Staraufstieg. Hier zeige er dies auf drei Songs von Billy Strayhorn; unter ihnen ist das wehmütige, selten zu hörende „All Day Long“ von Duke Ellingtons Album … And His Mother Called Him Bill. Der freigeistige Byard interpoliert „Giant Steps“ in Stevie Wonders „Send One Your Love“ und nimmt Chuck Mangiones unbeschwerten Hit „Land of Make Believe“ mit Avant-Touch auseinander. Wie bei den anderen Rekonstruktionsprojekten von Resonance bietet The Magic of 2 einen hervorragenden, glockenklaren Klang, der angesichts der Musik aus Kassetten bemerkenswert ist.